# Eurovision Choir 2023
Der 3. Eurovision Choir sollte im Herbst 2023 in Lettland stattfinden. Der Wettbewerb wird von der European Broadcasting Union (EBU), Interkultur und LTV organisiert. Die Veranstaltung hätte zum zweiten Mal in Lettland stattgefunden.
Am 4. Oktober 2022 gab die EBU bekannt, dass der Wettbewerb 2023 zurückkehren werde, nachdem die Veranstaltung 2021 aufgrund der COVID-19-Pandemie abgesagt werden musste. Jedoch gab die EBU am 17. Mai 2023 bekannt, dass der Wettbewerb auch 2023 erneut nicht stattfinden werde.

## Austragungsort
Am 4. April 2023 gab die EBU bekannt, dass der Wettbewerb in Lettland stattfinden sollte.
LTV wäre für die Ausrichtung zuständig gewesen, es hätte sich um die erste Austragung eines Eurovision-Events seit dem Eurovision Choir 2017 in Riga gehandelt. Zudem wäre es das erste Mal gewesen, dass der Wettbewerb von einem Land zum zweiten Mal ausgerichtet worden wäre.

## Format

### Executive Supervisor
Im Januar 2020 gab die EBU bekannt, dass Martin Österdahl nach dem ESC 2020 die Nachfolge von Jon Ola Sand als neuer Executive Supervisor aller Eurovision-Veranstaltungen antreten sollte. Vor der Ernennung war Österdahl ausführender Produzent des Eurovision Song Contest 2013 und des Eurovision Song Contest 2016 sowie zwischen 2012 und 2018 Mitglied der Referenzgruppe des Eurovision Song Contest. Es wäre damit die erste Ausgabe vom Eurovision Choir gewesen, in der Jon Ola Sand nicht als Executive Supervisor fungiert hätte.

### Organisation
Am 4. Oktober 2022 gab die EBU bekannt, dass der Wettbewerb ein weiteres Mal von Interkultur co-organisiert worden wäre. Des Weiteren wurde bekanntgegeben, dass der lettische Sender LTV am Wettbewerb mit organisiert hätte.

## Teilnehmer

Länder, die ihren Teilnehmer bereits ausgewählt hatten
Länder, die ihre Teilnahme bestätigt hatten
Länder, die in der Vergangenheit teilgenommen haben, jedoch nicht 2023

### Länder
5 Länder hatten bis zur Absage des Wettbewerbs ihre Teilnahme am Wettbewerb 2023 bekanntgegeben. Litauen hätte erstmals am Eurovision Choir teilgenommen. Zudem wurde nach der Absage bekannt, dass Österreich zum Wettbewerb zurückgekehrt wäre.

### Nationale Vorentscheidungen
| Land       | Vorentscheidung |
| ---------- | --------------- |
| Belgien    |                 |
| Lettland   |                 |
| Litauen    |                 |
| Österreich |                 |
| Slowenien  |                 |
| Wales      | Côr Cymru 2022  |

## Finale
Das Finale hätte 2023 stattgefunden, ob es wie bisher aus zwei Runden bestanden hätte, wurde nicht bekanntgegeben.
| Land       | Chor    | Stück(e) Dirigent (D) | Sprache |
| ---------- | ------- | --------------------- | ------- |
| Belgien    |         |                       |         |
| Lettland   |         |                       |         |
| Litauen    |         |                       |         |
| Österreich |         |                       |         |
| Slowenien  |         |                       |         |
| Wales      | Côrdydd |                       |         |

## Weitere Länder
Um am Wettbewerb teilnehmen zu können, hätte eine teilnehmende Rundfunkanstalt entweder Vollmitglied in der EBU sein oder als assoziiertes Mitglied eingeladen werden müssen, wie etwa im Fall von Australien und Kasachstan.

### EBU-Mitglieder
- Estland: Nach der Absage des Wettbewerbs wurde bekannt, dass ERR Interesse an einer Rückkehr zum Eurovision Choir bekundet hatte.[6]
- Luxemburg: Am 12. Mai 2023 gab die EBU bekannt, dass Luxemburg zum Eurovision Song Contest 2024 zurückkehren wird.[12] Der luxemburgische Sender RTL äußerte sich jedoch nicht zu einer Teilnahme am EC.
- Montenegro: Der montenegrinische Fernsehsender RTCG zog sich am 14. Oktober 2022 aufgrund finanzieller Schwierigkeiten vom Eurovision Song Contest zurück.[13] Der Sender äußerte sich bis zur Absage des Wettbewerbs nicht zu einer Teilnahme am EC.
- Nordmazedonien: Der nordmazedonische Sender MRT gab am 13. Oktober 2022 bekannt sich aufgrund finanzieller Probleme vom Eurovision Song Contest zurückzuziehen.[14] Der Sender äußerte sich jedoch nicht zu einer Teilnahme am EC.
- Norwegen: Nach der Absage des Wettbewerbs wurde bekannt, dass NRK an einer Teilnahme am EC interessiert gewesen wäre.[6]
- Polen: Nach der Absage des Wettbewerbs wurde bekannt, dass TVP Interesse an einem Debüt beim Eurovision Choir gehabt hätte.[6]
- Schottland: Am 1. Januar 2023 gab BBC Alba bekannt, dass die Entscheidung, ob man weiterhin am Wettbewerb teilnehmen werde, bis Ende Januar 2023 gefällt werden wird.[15] Der Sender äußerte sich bis zur Absage des Wettbewerbs nicht zu einer Teilnahme am EC.
- Schweden: Am 27. Mai 2022 gab Interkultur bekannt, dass die European Choir Games zwischen dem 28. Oktober und dem 5. November 2023 in Norrköping stattfinden werden.[16] Bis 2019 fanden alle Eurovision Choir Wettbewerbe im Rahmen der European Choir Games statt. Nachdem am 4. April bekanntgegeben wurde, dass der Wettbewerb in Lettland stattfinden wird, ist fraglich, ob Schweden teilnehmen wird. SVT hatte sich bis zur Absage des Wettbewerbs nicht zu einer Teilnahme geäußert.
- Schweiz: Am 31. Dezember 2022 gab RTS, der für bisher für die Teilnahme der Schweiz am Eurovision Choir zuständig war, bekannt, dass man aus finanziellen Gründen nicht zum Eurovision Choir zurückkehren werde.[17] Die Sender SRF, RSI und RTR haben sich bis zur Absage des Wettbewerbs nicht zu einer Teilnahme geäußert.
- Tschechien: Am 8. September 2020 gab Lucie Kapounová, die Leiterin der Abteilung Musik, Theater und Unterhaltung von ČT bekannt, dass man nicht beim Eurovision Choir 2021 debütieren werde.[18] Nachdem der Eurovision Choir 2021 abgesagt wurde, äußerte sich ČT bis zur Absage des Wettbewerbs nicht zu einer Teilnahme.

### Nicht EBU-Mitglieder
- Kosovo: Am 16. Mai 2022 gab der Generaldirektor vom Radio Televizioni i Kosovës (RTK), der öffentlichen Rundfunkanstalt des Kosovos, bekannt, dass der Sender zum Ende des Jahres eine volle EBU-Mitgliedschaft anstrebt. Sollte dies funktionieren, würde der Sender direkt am ESC teilnehmen wollen. Der Generaldirektor verwies aber darauf, dass es noch einige Hürden gebe. So ist der Kosovo weiterhin kein Mitglied der Internationalen Fernmeldeunion, was eine Voraussetzung zur EBU-Mitgliedschaft ist.[19] Ein Debüt beim Eurovision Choir 2023 wäre möglich gewesen, sofern RTK rechtzeitig bis zur Austragung des Wettbewerbs die EBU-Mitgliedschaft erlangt hätte.
- Monaco: Ende 2021 wurde bekannt, dass die Regierung des Fürstentums Monaco 2022 eine neue öffentliche Rundfunkanstalt namens Monte-Carlo Riviera für das Land einrichten wolle, die der EBU beitreten und an ESC-Events teilnehmen könnte.[20] Im April 2022 verschob Monaco den Start des neuen Rundfunks allerdings um ein Jahr auf den Sommer 2023.[21] Da der frühere monegassische Sender TMC, der nun zum französischen Privatfernsehen TF1 gehört, zum Jahreswechsel 2022 aus der EBU ausgetreten ist, ist dort nun kein Fernsehsender aus dem Fürstentum mehr Mitglied.[22] Am 15. April 2023 wurde bekannt, dass der Sender mit dem Namen TVMonaco seinen Betrieb am 1. September 2023 aufnehmen werde.[23] Ein Debüt beim Eurovision Choir 2023 wäre möglich gewesen, sofern TVMonaco rechtzeitig bis zur Austragung des Wettbewerbs die EBU-Mitgliedschaft erlangt hätte.

### Andere Länder
Folgende Länder hatten sich noch nicht zu einer Teilnahme bzw. Nicht-Teilnahme geäußert:
| Teilnahmeländer 2019     | Ehemalige Teilnahmeländer | Teilnahmeberechtigte Länder | Teilnahmeberechtigte Länder |
| ------------------------ | ------------------------- | --- | --- |
| - Dänemark - Deutschland | - Ungarn                  | - Albanien - Andorra - Armenien - Aserbaidschan - Australien - Georgien - Griechenland - Irland - Island - Israel - Italien - Malta | - Marokko - Moldau - Niederlande - Portugal - Rumänien - San Marino - Serbien - Slowakei - Spanien - Türkei - Ukraine - Zypern |

## Absagen

### Absagen und daher kein Debüt beim EC
| Land                    | Grund und Bemerkung |
| ----------------------- | --- |
| Bosnien und Herzegowina | Am 24. März 2022 wurde bekanntgegeben, dass der Sender BHRT vor seiner Schließung steht, nachdem die Bankkonten des Senders gesperrt wurden, wodurch der Sender außerdem Pleite ist. Auf Grund ausstehender Zahlungen an die EBU ist der Sender zudem seit Dezember 2016 von allen Angeboten ausgeschlossen. Dadurch ist eine Teilnahme am Wettbewerb 2023 nicht möglich. |
| Bulgarien               | Am 11. Januar gab der offizielle Twitteraccount des bulgarischen Senders BNT bekannt, dass man nicht beim Eurovision Choir debütieren werde. Genaue Gründe wurden nicht genannt. |
| Finnland                | Am 28. Dezember 2022 gab der Sender YLE bekannt, dass Finnland nicht beim Eurovision Choir debütieren werde. Genaue Gründe wurden nicht genannt. |
| Frankreich              | France Télévisions bestätigte am 26. April 2023, dass man nicht am Eurovision Choir 2023 teilnehmen werde. Genau Gründe wurden nicht genannt. |
| Vereinigtes Königreich  | Am 3. April 2023 bestätigte Wales seine Teilnahme beim Eurovision Choir 2023. Dadurch kann das Vereinigten Königreichs nicht am Wettbewerb 2023 teilnehmen, da dieses das Vorrecht auf eine Teilnahme hat und nur als ganze Union teilnehmen kann. |

### Kein aktives EBU-Mitglied und daher kein Debüt beim EC
| Land          | Grund und Bemerkung |
| ------------- | --- |
| Belarus       | Am 1. Juli 2021 beendete die EBU die Mitgliedschaft des belarussischen Staatsfernsehens BTRC, weshalb eine Teilnahme am Wettbewerb nicht möglich ist. |
| Liechtenstein | Am 9. August 2022 gab die Geschäftsführerin des Senders 1 FL TV, Sandra Woldt, gegenüber Eurovoix bekannt, dass man nicht mehr plant eine EBU-Mitgliedschaft zu beantragen. Der Sender werde sich stattdessen mehr auf Berichterstattung in und für Liechtenstein konzentrieren. Dadurch ist ein Debüt beim Wettbewerb 2023 ausgeschlossen.                                  |
| Russland      | Am 26. Februar 2022 traten die russischen Staatssender, Rossija 1, WGTRK und Radio Dom Ostankino, ihrerseits aus der EBU aus, als Reaktion auf den Ausschluss vom Eurovision Song Contest 2022. Eine Teilnahme ist dadurch nicht mehr möglich. Am 26. Mai 2022 wurden dann sämtliche russische Sender aus der EBU ausgeschlossen. Eine Teilnahme ist dadurch ausgeschlossen. |